# Choa Kok Sui
Choa Kok Sui oder auch MCKS (gebürtig: Samson Lim Choachuy; * 15. August 1952; † 19. März 2007 in Quezon City) war ein philippinischer Esoteriker. Er gilt als der Begründer des GMCKS Pranic-Healing und des GMCKS Arhatic Yoga (GMCKS steht dabei für Grand Master Choa Kok Sui).

## Leben
Samson Lim Choachuy besuchte eine katholische Schule und wuchs mit den beiden Religionen seiner chinesischstämmigen Eltern auf. Sein Vater war Protestant, seine Mutter Buddhistin und Quan-Yin-Anhängerin. Er absolvierte eine Ausbildung zum Chemie-Ingenieur und arbeitete jahrelang als Geschäftsmann in Manila.
Schon seit frühester Jugend soll er sich für Geistheilung, Yoga und Esoterik interessiert haben. Sich selbst bezeichnete er als Schüler von Bodhisattva Padmasambhava. Gemeinsam mit seinem 2003 verstorbenen Freund Mang Mike Nator untersuchte er paranormale Fragen. Daraus entstand über zwei Jahrzehnte Entwicklungs- und Forschungsarbeit sein erstes Buch zur Pranaheilung.
Sein Pseudonym Choa Kok Sui ist chinesisch und bedeutet übersetzt „Das Glück der Welt“. Dieser Name – auch in Kombination mit den Titeln Meister und Großmeister – ist unter seinem bürgerlichen Namen weltweit als Marke eingetragen und dient der Vermarktung seines Franchiseunternehmens in der Esoterikbranche.
Samson Lim Choachuy gründete 1987 in Manila das Institut für Innere Studien, das für die weltweite Koordinierung der von ihm entwickelten Heiltechniken, das GMCKS Pranic-Healing sowie das GMCKS Arhatic-Yoga zuständig ist. 1990 gründete er die World Pranic Healing Foundation, die es sich zur Aufgabe gemacht hat, die Pranaheilung in Entwicklungsländern zu verbreiten. Im Jahr 1998 startete er die Planetary Peace Movement International für den Weltfrieden, mit der Absicht, die „Meditation über zwei Herzen“ – in Anlehnung an das Gebet des heiligen Franziskus – bekannt zu machen. In den folgenden Jahren organisierte er laut seiner Autobiographie humanitäre Hilfe für Obdachlose, Hungernde und Katastrophenopfer. Seine Bücher wurden in 20 Sprachen übersetzt. Pranaheilung wird in mindestens 30 Ländern auf 5 Kontinenten unterrichtet.
Am 19. März 2007 verstarb Choa Kok Sui an einer Lungenentzündung. Ein Großteil seiner Anhänger interpretierte seinen Tod als Mahasamadhi eines großen Yogi.

## Werke
Bücher
- Grundlagen des Pranaheilens. Koha-Verlag, ISBN 3-936862-02-8
- Die hohe Kunst des Pranaheilens. Koha-Verlag, ISBN 3-936862-03-6
- Grundlagen der Prana-Psychotherapie. Koha-Verlag, ISBN 3-936862-04-4
- Pranaheilen mit Kristallen. Koha-Verlag, ISBN 3-936862-13-3
- Die Entstehung der Pranaheilung und des Arhatic Yoga. Innere Studien Verlag, ISBN 3-939546-03-8
- In die Stille gehen. Koha-Verlag, ISBN 3-936862-56-7
- Energetischer Selbstschutz. Ansata-Verlag, ISBN 978-3-7787-7178-5
- Vater unser. Ansata-Verlag, ISBN 978-3-7787-7229-4
- Om Mani Padme Hum. Innere Studien Verlag, ISBN 978-3-939546-08-5
- Innere Lehren des Hinduismus enthüllt. Innere Studien Verlag, ISBN 978-3-939546-14-6
- Superbrain Yoga. Innere Studien Verlag ISBN 978-3-939546-04-7
- Kabbala und Chakras. Ansata-Verlag, ISBN 978-3-7787-7311-6
- Beyond the Mind.
- Inspired Action.
- Unmögliches Erreichen.
- Mitfühlende Sachlichkeit.

CDs
- Meditation über zwei Herzen und Selbstheilungs-Meditation. Koha-Verlag, ISBN 3-929512-65-3
- Meditation über die Seele. Koha-Verlag, ISBN 3-929512-17-3
- Kabbalistische und universelle Meditation zum 'Vater Unser'. ISBN 3-7787-7230-9
- OM – Der Klang der Stille. Koha-Verlag, ISBN 3-936862-35-4
- Meditation on Loving Kindness.
- Om Mani Padme Hum.
- Das Geschenk des inneren Friedens.